# Köcsk
Köcsk est un village et une commune du comitat de Vas en Hongrie.